# 小林種苗
小林種苗株式会社（こばやししゅびょう）は、兵庫県加古川市に本社を置く国際種苗メーカーである。1910年（明治43年）、小林種苗店として創業。
現在、海外委託圃場を10数ヵ国に拡大し、また50ヵ国以上の国々と取引を通じ、多様化する国際社会に向けて種苗の品種開発に注力。育種技術でこれまでに農林大臣賞を4回にわたって受賞。大手との差別化を図り、独自の育種技術、研究組織を確立。

## 沿革
- 1910年（明治43年） - 小林種苗店創業
- 1948年（昭和23年） - 小林種苗株式会社を設立
- 1950年（昭和25年） - 水足研究農場を設立
- 1960年（昭和35年） - 台湾、沖縄、南米との貿易始まる
- 1963年（昭和38年） - グリーン100号ピーマンが全日本蔬菜原種審査会で農林大臣賞を受賞
- 1969年（昭和44年） - グリーン300号ピーマンが全日本蔬菜原種審査会で農林大臣賞を受賞
- 1973年（昭和48年） - 強力はやどり甘藍、若水大根が全日本蔬菜原種審査会で農林大臣賞を受賞
- 1974年（昭和49年） - 冬どり甘藍が全日本蔬菜原種審査会で農林大臣賞を受賞
- 1982年（昭和57年） - 東南アジア、南アメリカを初め、オセアニア諸国、中近東、ヨーロッパ、アメリカなど、海外貿易のエリアを拡大
- 1987年（昭和62年） - 水足研究農場がイナミ研究農場の名称を経て、小林研究農場と改称（総面積6ヘクタール）。資本金5,000万円で、子会社・小林農芸株式会社を設立。
- 1989年（平成元年） - 海外委託圃場を10数ヵ国に拡大